# Il Milione

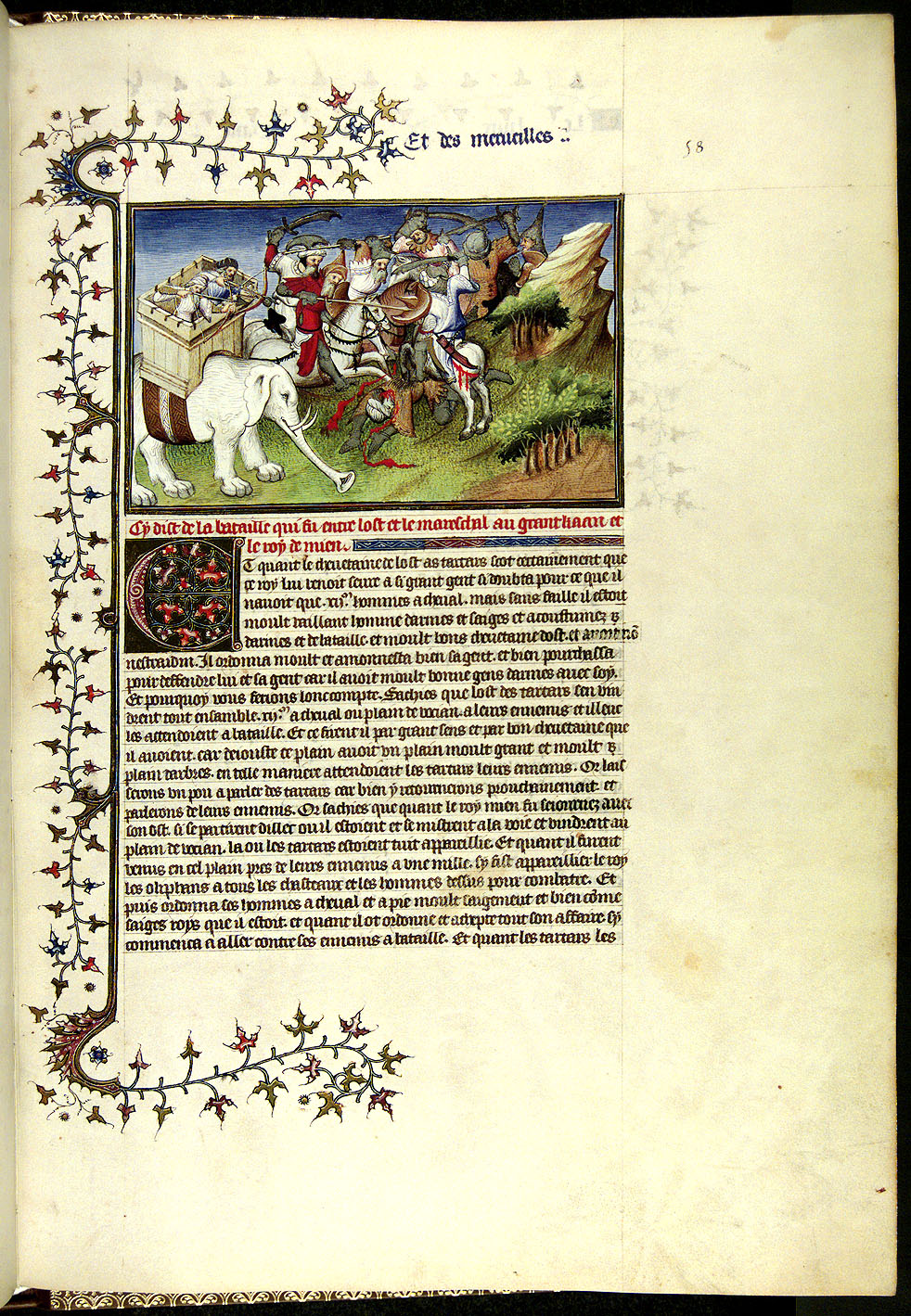
Il Milione

Il Milione (Franco-Venetiaans: Le Divisement dou monde; Frans: Le Livre des merveilles du monde; Nederlands: De wonderen van de Oriënt. Il Milione) is een reisverslag uit de 13e eeuw, oorspronkelijk opgetekend in 1298 door Rustichello van Pisa aan de hand van de verhalen van de Venetiaanse wereldreiziger Marco Polo (1254 – 1324). Deze had tussen 1271 en 1295 met zijn vader Niccolò en oom Matteo Polo in Europa grotendeels onbekende gebieden in Azië verkend. In dienst van de Mongoolse heerser Kubilai Khan ondernam Marco Polo verschillende missies naar afgelegen gebieden van diens rijk. 
Na terugkeer in Venetië ontmoette Marco Polo de romanschrijver Rustichello van Pisa toen beiden in 1298 krijgsgevangenen waren in Genua. In de periode tot hun vrijlating in  de zomer van 1299 werkten ze samen aan de optekening van Marco Polo's verhalen over de landen en volken van  Perzië, China en Indië. Het boek is opgezet als een geografisch werk, waarbij de beschrijving van de door Marco Polo bezochte gebieden als kapstok diende voor de vermelding van tal van wetenswaardigheden over het oosten. 
Het oorspronkelijke manuscript van Il Milione is verloren gegaan. Het boek is echter veelvuldig gekopieerd in de late middeleeuwen. Er zijn circa honderdvijftig middeleeuwse manuscripten van het boek teruggevonden, met versies in het Latijn, Oudfrans, Venetiaans, Castiliaans, Catalaans, Portugees en Tsjechisch. Il Milione was populair als een boek met wonderlijke vertellingen, maar had in het tijdperk van de ontdekkingsreizen ook grote invloed op het geografisch wereldbeeld van de Europeanen. Christoffel Columbus was bijvoorbeeld een verwoed lezer van het boek en gebruikte het om zijn plannen voor een westwaartse route naar Azië te onderbouwen.

## Literatuur en bronnen

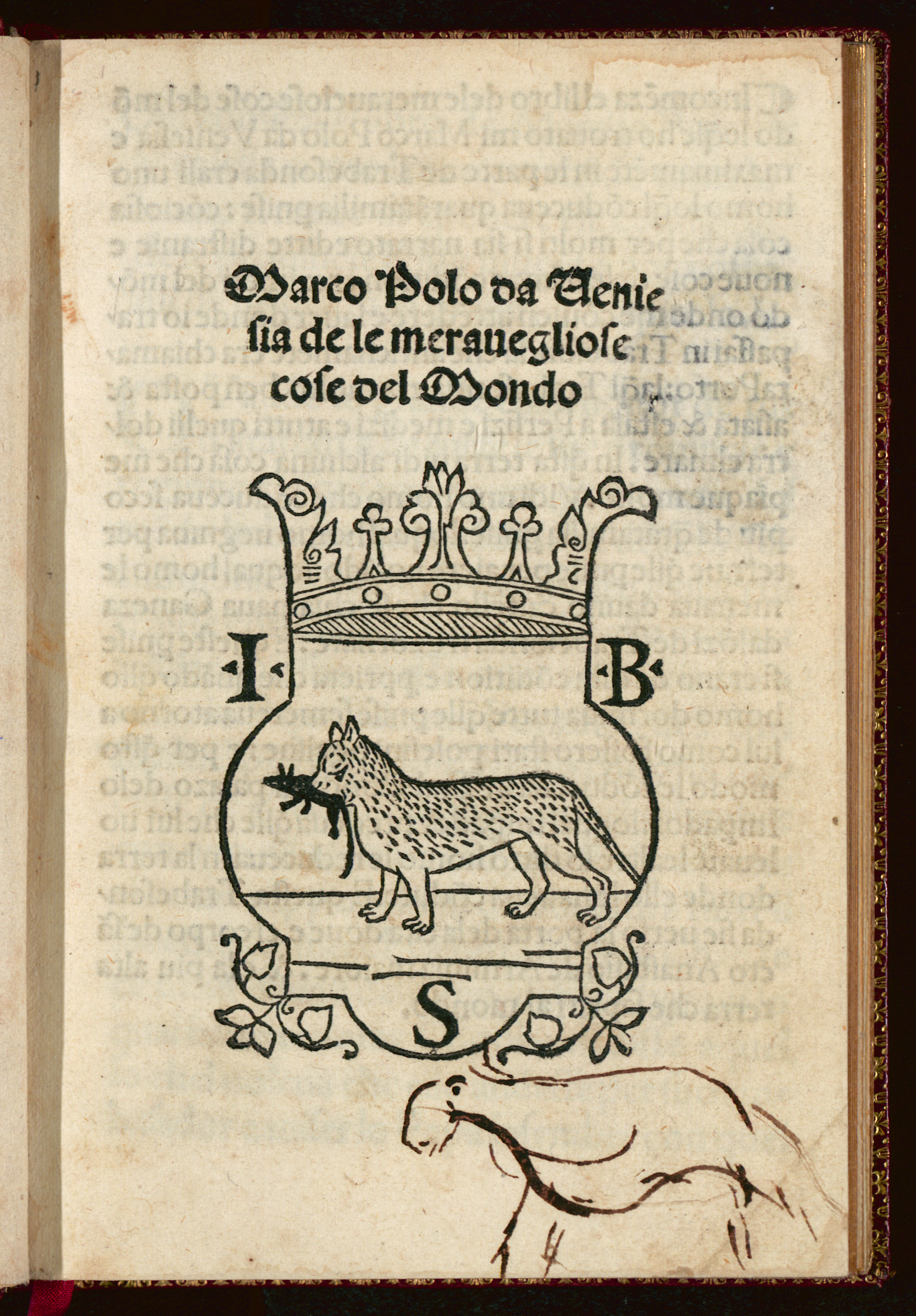
Delle meravigliose cose del mondo, 1496